# Obóz TA (album)
Obóz TA – debiutancki album studyjny polskiej grupy muzycznej Obóz TA. Wydawnictwo ukazało się 21 lipca 2000 roku nakładem wytwórni muzycznej Camey Studio. Płytę poprzedził wydany w czerwcu tego samego roku singel pt. „Kochamy”.

## Lista utworów
Opracowano na podstawie materiału źródłowego.
1. CeZet, Mizone - „Intro” (prod. Red) – 1:16
2. Mizone, O.S.T.R., Red, Spinache - „Ruszcie głową...” (prod. Red) – 3:14
3. CeZet, Emes, Mizone, Spinache - „Moi ludzie (Remix)” (prod. Spinache) – 5:40
4. Obóz TA - „Niezrzeszeni skit” (prod. Spinache, gościnnie: Enter, Meis) – 1:05
5. O.S.T.R., Spinache - „ŁDZ bojownicy” (prod. Spinache, gościnnie: Enter) – 3:40
6. CeZet, Miko, Spinache - „ŁonTuŁonTu” (prod. Spinache) – 5:28
7. CeZet, O.S.T.R., Red, Spinache - „Kochamy” (prod. Spinache) – 4:18[A]
8. Obóz TA - „The Men Skit” (prod. Spinache, gościnnie: Enter, D. P.) – 2:10
9. O.S.T.R. - „Idę w świat” (prod. O.S.T.R.) – 3:12[B]
10. Miko, Red - „Who Dat?” (prod. Red) – 3:03
11. CeZet, O.S.T.R., Spinache - „Szukasz wrażeń” (prod. O.S.T.R.) – 4:47
12. CeZet, Emes, O.S.T.R., Spinache - „Miłość do hip-hop'u” (prod. DJ Złodziej, saksofon DJ Raq) – 3:42
13. Obóz TA - „Dla publiki szerszej” (prod. Spinache, gościnnie: Upstars) – 3:12
14. Red, Spinache - „Kości rzucone” (prod. Red) – 3:09
15. Mizone - „Samochody” (prod. Spinache, gościnnie: Mizone) – 5:47
16. CeZet, Mizone, Red, Spinache - „Więcej Nut” (prod. Red, gościnnie: Kochan) – 3:42

Notatki
- A^ W utworze wykorzystano sample z piosenki „UFO” w wykonaniu ESG[5].
- B^ W utworze wykorzystano sample z piosenki „Nie znasz jeszcze życia” w wykonaniu zespołu Breakout[5].

Singel
| Kochamy |
| --- |
| 1. „Kochamy” (prod. DJ Spinache, saksofon DJ Raq) 2. „Samochody” (prod. DJ Spinache) 3. „Kochamy” (Tajemniczy Remix) (prod. DJ Spinache) 4. „Kochamy” (Happiness Remix) (prod. DJ Spinka) 5. „Kochamy” (Haust Remix) (prod. DJ Spinka) 6. „Kochamy” (Chill Remix) (prod. DJ Spinache) |